# لاندر آپریبای
لاندر آپریبای (اسپانیایی: Lander Aperribai‎؛ زادهٔ ۱۵ ژوئن ۱۹۸۲) دوچرخه‌سوار اهل اسپانیا است. وی در مسابقات جیرو دیتالیا شرکت کرده است.